# Абдельрахман Аль-Масатфа
Абдельрахман Аль-Масатфа (26 травня 1996 ) — йораданський каратист, бронзовий призер Олімпійських ігор Олімпійських ігор 2020 року, призер Азійських ігор та чемпіонатів Азії.

## Спортивні досягнення
| Рік  | Турнір            | Місце проведення    | Результат |
| ---- | ----------------- | ------------------- | --------- |
| 2021 | Олімпійські ігри  | Токіо, Японія       | Бронза    |
| 2021 | K1 Premier League | Лісабон, Португалія | Срібло    |
| 2018 | K1 Series A       | Сантьяго, Чилі      | Золото    |